# Hirschgasse (Düren)

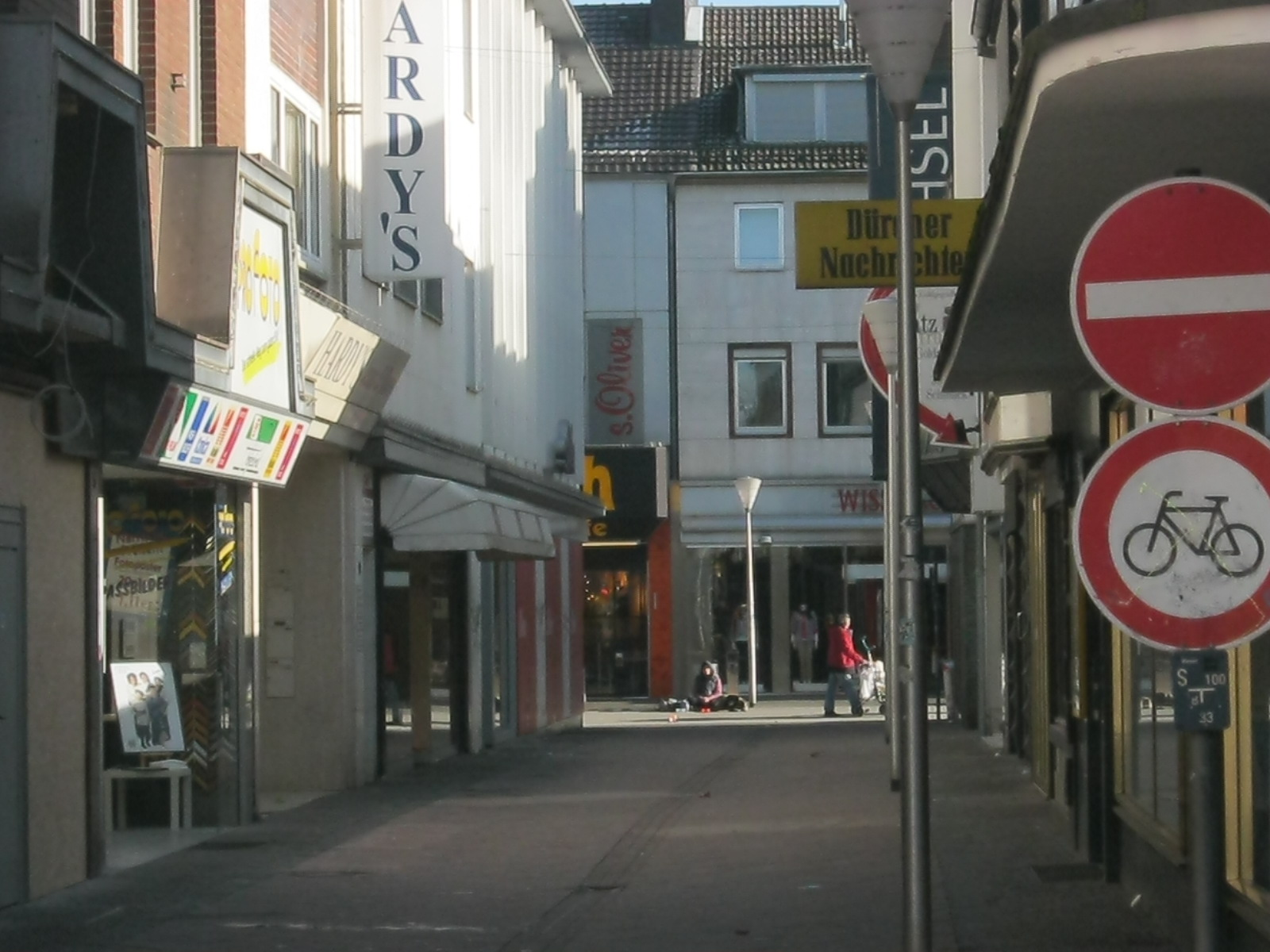
Die Hirschgasse in Richtung Wirtelstraße

Die Hirschgasse in der nordrhein-westfälischen Kreisstadt Düren ist eine alte Innerortsstraße.

## Lage
Die nur etwa 80 Meter lange Straße verbindet den Markt mit der Wirtelstraße. Sie ist als Fußgängerzone ausgebaut und nur zu bestimmten Zeiten für den Lieferverkehr befahrbar.

## Geschichte
Die Hirschgasse wurde bereits im Jahre 1556 in einer Urkunde erwähnt. Sie lag innerhalb der Dürener Stadtbefestigung. Damals stand an der Ecke Wirtelstraße das Haus „Zum roten Hirsch“, auch Heirtz oder Hirtz geschrieben. 1792 wohnten in dem Haus die Schöffen Emundis.
Im Stadtplan von etwa 1903 ist die Hirschgasse noch als eine Sackgasse von der Wirtelstraße her eingezeichnet und nicht mit der von der Zehnthofstraße abgehenden Pangsgasse verbunden.
Am 22. März 1953 beschloss der Stadtrat, den Namen Hirschgasse für die inzwischen bis zum Marktplatz verlängerte Gasse beizubehalten.